# Mårten Werner
Nils Mårten Samuel Werner, född 5 september 1918 i Malmö (Sankt Pauli), död 24 december 1992 i Södra Sallerups församling, Malmöhus län, var en svensk präst och politiker (M).
Werner var ledamot av riksdagens andra kammare 1965–1970 i valkretsen Fyrstadskretsen. Han var ledamot i den nya enkammarriksdagen från 1971 till 1981.
Werner prästvigdes 1945 för Lunds stift. Han tjänstgjorde bland annat som sjömanspräst i Antwerpen 1945–1947 och 1950–1955. Han blev 1955 kyrkoadjunkt i Sankt Pauli församling i Malmö. I samma församling var han komminister 1958 och kyrkoherde från 1974 till pensioneringen 1985.
Som präst var Mårten Werner välkänd för sitt arbete för Lutherhjälpen. Han utnämndes 1976 till extra ordinarie hovpredikant.